# Cimex lectularius
Cimex lectularius, popularmente conocido como chinche o chinche de las camas,  es un insecto hemíptero de la familia Cimicidae. Su alimentación es hematófaga, es decir, se nutre con sangre de humanos y otros animales de sangre caliente. Su nombre vulgar proviene del hábitat frecuentemente usado: colchones, sofás y otro mobiliario. Aunque no es estrictamente nocturno su mayor actividad la desarrolla por la noche.

## Biología
Cimex lectularius es la especie de chinche que mejor se ha adaptado al entorno humano. Se encuentra en climas templados de todo el mundo y se alimenta de sangre. Existen otras especies como son Cimex hemipterus que se encuentra en las regiones tropicales, que también infecta a pollos y murciélagos, y Leptocimex boueti, se encuentra en los trópicos de África occidental y Suramérica, que infecta a murciélagos y humanos. Cimex pilosellus y Cimex pipistrella infectan principalmente a murciélagos, mientras que Haematosiphon inodora, una especie de Norteamérica, afecta preferentemente a pollos.
Los adultos de esta chinche son de color entre rojo y marrón, son aplastados, de forma oval, y sin alas, con unos pelos microscópicos que le dan una apariencia de tener franjas. Un error frecuente es creer que no se pueden ver a simple vista. Los adultos miden de 4 a 5 mm de longitud y no se mueven lo suficientemente rápidos para escapar de la vista de un observador atento. Las ninfas son traslúcidas, de color claro que van adquiriendo color oscuro según realizan las sucesivas mudas hasta alcanzar la madurez.

### Hábitos de alimentación
Las chinches de las camas están normalmente activas después de la puesta de sol, con un pico en su alimentación alrededor de una hora antes del amanecer. Sin embargo, pueden intentar alimentarse en otras horas si se da la oportunidad. Han sido observadas alimentándose en todas las horas del día. Alcanzan su víctima desplazándose o incluso algunas veces subiendo por las paredes de habitaciones hasta el techo y dejándose caer sobre alguna persona cuando la detectan por el calor que desprendemos los humanos. Atraídos por el calor y el dióxido de carbono que exhalamos por la respiración, la chinche perfora la piel de su víctima con una especie de dos tubos huecos de su aparato bucal. Con uno de ellos extrae la sangre de su huésped y con el otro inyecta su saliva la cual contiene anticoagulantes y anestésicos. Después de alimentarse durante unos cinco minutos, la chinche regresa a su escondite. La picadura no puede ser sentida por las personas hasta unos minutos o incluso horas después de haberse realizado. La primera indicación de una picadura es el deseo de rascársela debido a la reacción que se produce a los agentes inyectados por el insecto.
Aunque estas chinches pueden vivir entre un año y año y medio sin alimentarse, normalmente intentan alimentarse cada cinco o diez días. Las chinches de las camas que entran en dormancia por escasez de alimentos, pueden vivir más de un año, mientras que los individuos bien alimentados normalmente viven de seis a nueve meses. Las infestaciones por pocos individuos pueden ser difíciles de detectar, y es posible que la víctima no lo detecte al principio. Las picaduras suelen agruparse en líneas o grupos, pueden encontrarse en diversas partes del cuerpo de las personas.

### Reproducción

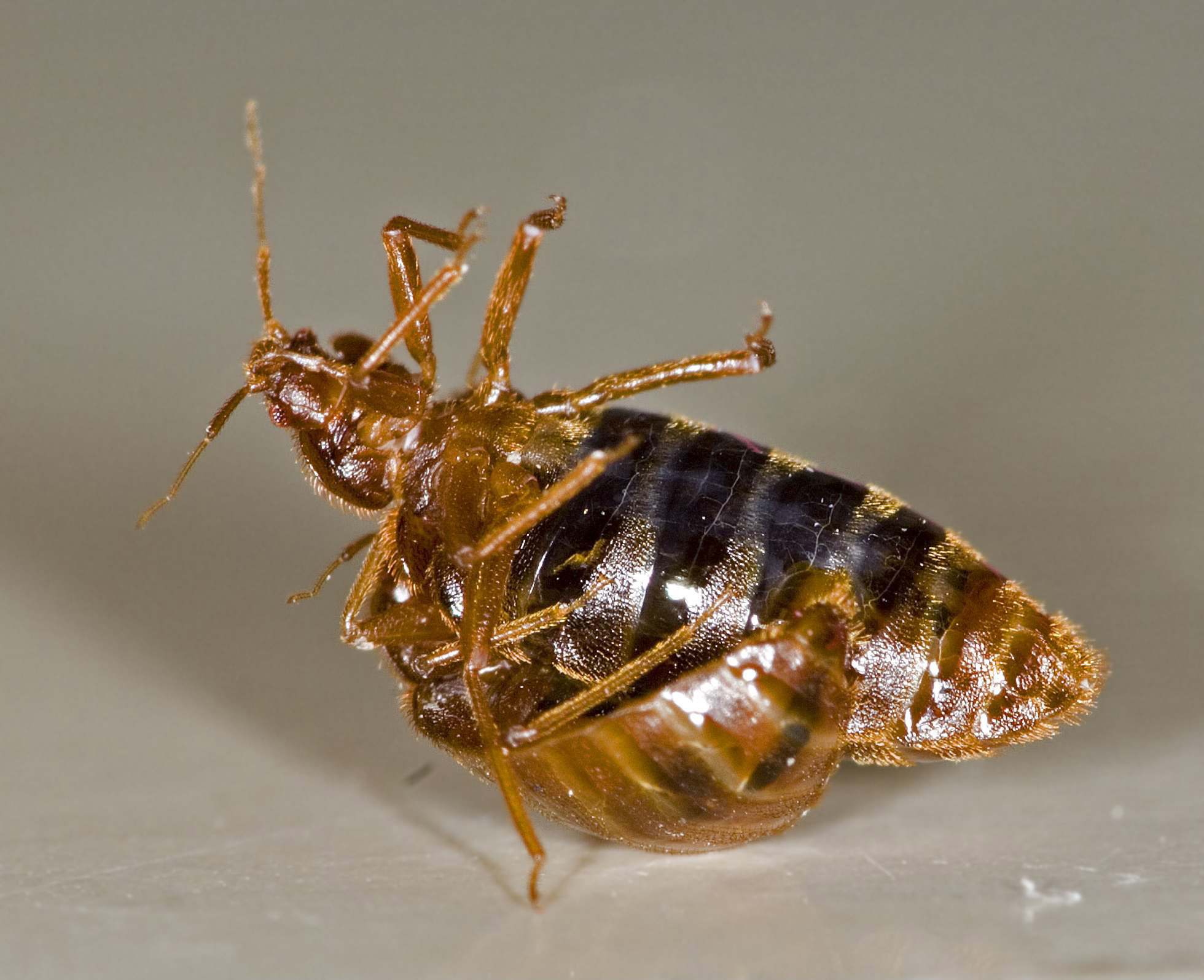
Una chinche (Cimex lectularius) macho, inseminando de forma traumática a una hembra de su misma especie

Todas las chinches de las camas se aparean por medio de un sistema denominado inseminación traumática.  En vez de introducir sus genitales en el aparato genital de la hembra tal como es normal en la cópula, los machos perforan a las hembras con sus genitales hipodérmicos y eyaculan dentro del cuerpo de la hembra.
Nacen de huevos y pasan por cinco estadios juveniles (ninfales) antes de convertirse en adulto (Capaces de reproducirse). Es decir, mudan cinco veces antes de llegar a ser adultos. Para pasar de una etapa a otra deben consumir sangre. La incubación dura desde seis días hasta veinte días dependiendo. Una vez que emergen del huevo tardará de siete a dieciocho semanas en convertirse en adulto.
Las chinches de cama pueden poner hasta quinientos huevos durante su vida, poniendo de cinco a diez por día.

### Estados inmaduros
De acuerdo a la National Pest Management Association, las hembras de estas chinches pueden poner hasta cinco huevos al día y unos quinientos en toda su vida Los huevos son visibles a simple vista, miden aproximadamente 1 mm de longitud (aproximadamente como dos granos de sal) y son de color blanco lechoso. El huevo madura en una o dos semanas. La ninfa recién emergida empieza a alimentarse inmediatamente. Pasa por cinco estadios ninfales separados por mudas antes de alcanzar la madurez. Deben alimentarse al menos una vez en cada estadio.
A temperatura ambiente de una casa, tarda unas cinco semanas en desarrollarse completamente desde una ninfa recién emergida a adulta. Solo es fértil en su época adulta.

## Picaduras
En la mayoría de los casos observados, el efecto de las picaduras consiste en un abultamiento rojizo en la piel aunque también puede ser plano, normalmente acompañado de un intenso prurito. El enrojecimiento y abultamiento de la piel es el resultado de una reacción alérgica a los anestésicos contenidos en la saliva de la chinche, que es introducida en la sangre de la víctima. Las picaduras de la chinche de las camas pueden no ser distinguibles de las de los mosquitos, aunque las de las chinches suelen durar más tiempo hasta que desaparecen sus efectos. Las picaduras pueden no aparecer en el mismo momento y pueden tardar hasta nueve días en aparecer sus síntomas. Las picaduras de las chinches de las camas no suelen tener en su centro un punto rojo como suele ocurrir en las de las pulgas. Una característica que sí es similar a las picaduras de las pulgas es que suelen aparecer alineadas. Este tipo de distribución puede ser causado porque el insecto haya sido molestado mientras se alimentaba y se sitúa a una poca distancia de donde estaba para seguir succionando la sangre del hospedero. También puede deberse esas alineaciones a las sucesivas picaduras del insecto hasta que encuentra una vena. Las personas reaccionan de diferentes formas a estas chinches, depende de muchos factores como puede ser el tipo de piel de la víctima, el ambiente y el tipo de chinche, generalmente las mujeres son más sensibles que los hombres tanto a la picadura como a una reacción alérgica. En casos excepcionales las reacciones alérgicas a las picaduras producen náusea y malestar. En un gran número de casos, estimado en un 50% de todas las personas, no hay ningún tipo de síntoma visible de las picaduras, lo cual dificulta la identificación y eliminación de esta plaga.
Habitualmente, las personas responden a las picaduras de estas chinches con ansiedad, estrés e insomnio. Algunas personas también pueden desarrollar infecciones en la piel por rascarse las picaduras.
La mayoría de los pacientes cuyas picaduras son tratadas con corticoesteroides para intentar rebajar el prurito y la quemazón no experimentan mejoras significativas en los síntomas. Los antihistamínicos reducen el prurito en algunos casos, pero no afectan a la apariencia y duración de las lesiones. La aplicación tópica de corticoesteroides tal como la hidrocortisona, parece reducir las lesiones producidas por las picaduras y disminuir el prurito.
Varios pacientes también ven disminuido el prurito y la inflamación con la aplicación de agua caliente en la zona de la picadura. El agua debe estar alrededor de los 50 °C ya que si no está lo suficientemente caliente puede agravar los síntomas. Tampoco debe calentarse en exceso el agua, ya que puede provocar quemaduras. También puede aplicarse el agua caliente con algún paño, incluso se puede calentar la zona con un secador de pelo. Hay desacuerdos sobre qué es lo que causa que los síntomas disminuyan con el calor. Algunas hipótesis dicen que el calor satura los nervios que transmiten el prurito y no transmiten la señal al cerebro; otras, que el calor degrada los productos químicos que causan la inflamación; y otras, que el calor desencadena una gran liberación de histamina, lo cual hace que luego se produzca un déficit de esta sustancia en la zona calentada.

### Transmisión de enfermedades
Aparentemente, las chinches de las camas tienen todos los requisitos necesarios para ser capaces de transmitir enfermedades de un huésped a otro, pero no se conocen casos confirmados en que estas chinches hayan actuado como vectores. Se conocen al menos veintisiete patógenos (aunque hay autores que los estiman en cuarenta y uno) que son capaces de vivir en el interior del cuerpo de Cimex lectularius o en su aparato bucal. Se han realizado multitud de pruebas en laboratorio que han concluido en que estas chinches parecen no traspasar enfermedades de una persona a otra. Por tanto, las chinches de las camas son menos peligrosas que otros insectos comunes como las pulgas. Sin embargo, la transmisión de la enfermedad de Chagas o hepatitis B se puede producir si se dan las condiciones adecuadas, cómo el que exista una o más personas viviendo en la misma zona cerca padeciendo estos males.

## Historia

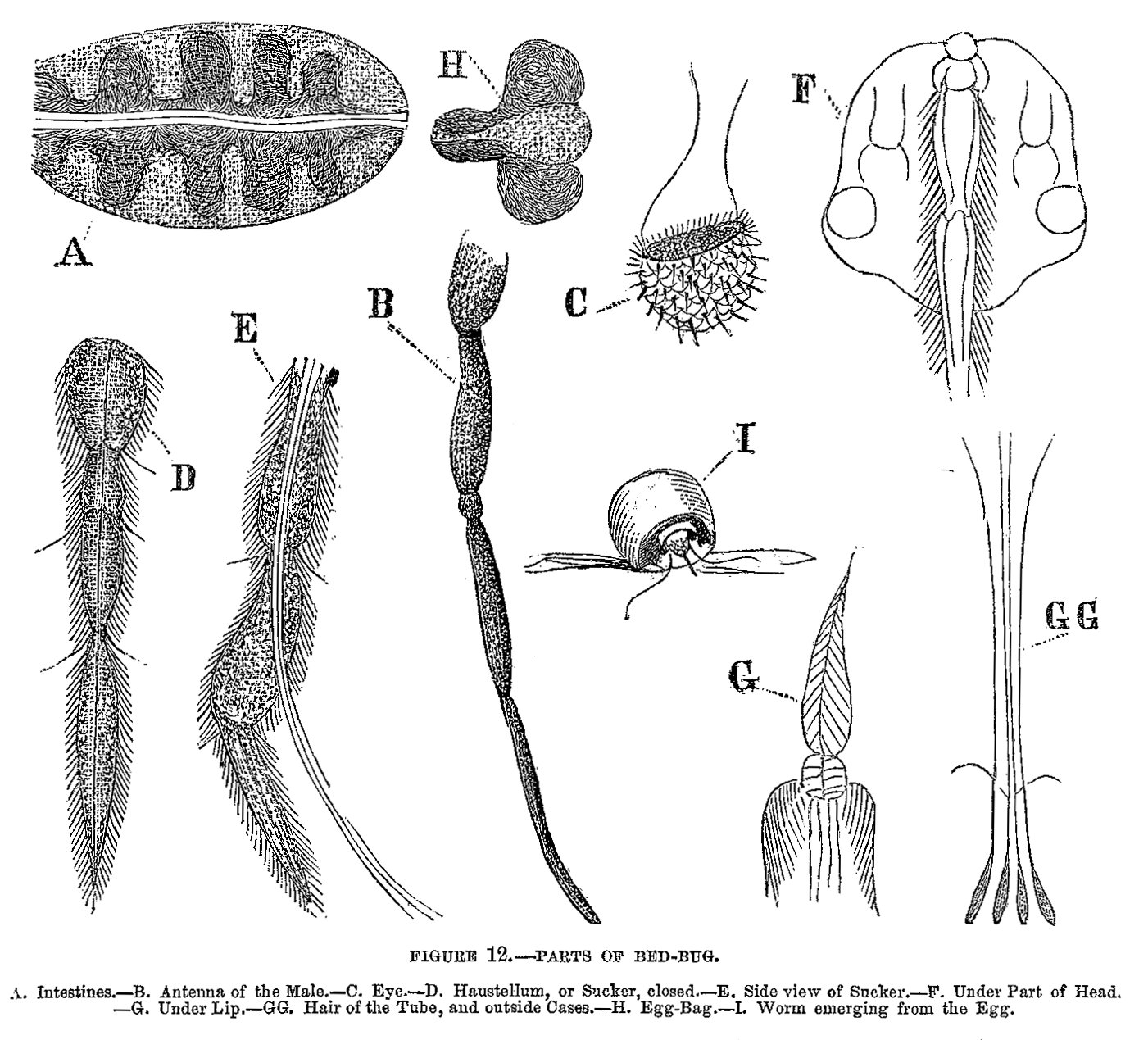
Grabado de 1860 de las partes de una chinche de las camas. A. Intestinos.—B. Antena del macho.—C Ojo.—D. Aparato bucal chupador, cerrado.—E. Vista lateral del aparato bucal chupador.—F. Parte inferior de la cabeza.—G. Parte inferior del labio.—GG. Pelos del aparato bucal.—H. Bolsa de huevos.—I. Larva emergiendo del huevo.

### Estados Unidos de América
Las chinches de las camas fueron introducidas en Estados Unidos con los primeros colonizadores procedentes de Europa. Las chinches prosperan en sitios de alta ocupación como son los hoteles. Hace cincuenta años se pensó que las chinches se habían erradicado ya que se usaron mucho las fumigaciones con DDT. Una teoría reciente que intenta explicar el resurgimiento de este parásito apunta a tres posibles orígenes geográficos en los Estados Unidos, que serían instalaciones de cría de pollos en Arkansas, Texas y Delaware. Se comprobó que los trabajadores de estas granjas eran los principales propagadores de este parásito, que sin saberlo, transportan los insectos a sus lugares de residencia y otros sitios cuando salen de sus trabajos. Las poblaciones de chinche de las camas han aumentado un 500% en unos pocos años.[cita requerida]  La causa todavía es incierta, pero la mayoría lo relaciona con el aumento de los viajes internacionales y el uso de nuevos sistemas de control de otras plagas que ahora no afectan a las chinches de las camas.  En los últimos años, el uso de trampas en lugar de fumigaciones con insecticidas, se cree que ha facilitado el incremento de las chinches. Con el inicio del uso de trampas para el control de cucarachas a principio de la década de 1990, el uso de insecticidas residuales y otros insecticidas se redujo drásticamente. Los aplicadores de estos tratamientos no se dieron cuenta de que sus pulverizaciones contra las cucarachas (en especial la cucaracha alemana) ayudaban al control de las chinches[cita requerida]. Este proceso pudo haber empezado con el uso del DDT pero no hay coincidencia directa ya que el gran incremento de las poblaciones de chinches se produjeron unos diez años después de que los profesionales de la desinsectación terminasen con las fumigaciones contra las cucarachas domésticas.

#### Nueva York
En Nueva York han aumentado los casos de infestación de C. lectularius desde principio del siglo XXI. Se han detectado estas chinches en hoteles, escuelas y hospitales. En 2004, hubo 377 casos en la ciudad, mientras que entre los meses de julio a noviembre de 2005 se contabilizaron 449 casos, lo cual supone un gran incremento en un corto periodo. Algunos casos han sido muy extremos de tal modo que en algunos casos se le ha llegado a denominar el "herpes de las casas". Las empresas de desinsectación y los entomólogos achacan esta proliferación al hecho de que la ciudad recibe viajeros de todo el mundo cada día.

### Resurgimiento global
Las infestaciones por C. lectularius han aumentado recientemente[¿cuándo?] en todo el mundo. En la primera mitad del siglo XX, estas chinches eran muy comunes. Según un informe del Ministerio de Salud del Reino Unido, en 1993 había muchas zonas donde todas las casa tenían algún nivel de infestación de estas chinches. Desde mediados de la década de 1990, los casos de infestaciones por chinches de las camas han aumentado. Gráficos de algún barrio londinense muestran que los casos de presencia de estas chinches se doblan cada año entre 1995 y 2001. El incremento de las infestaciones por estas chinches son difíciles de seguir ya que muchas veces no se identifican como un problema. La mayoría de los informes se obtienen de empresas de control de insectos, autoridades locales y cadenas de hoteles.  Sin embargo, el problema puede ser mayor de lo que actualmente se cree.
Como ya se ha dicho, la principal razón que parece justificar el aumento de esta plaga en todo el mundo es el aumento de los viajes internacionales. en 1999, cuatro focos distintos en el Reino Unido hizo que se alertase a la población de un posible incremento en las poblaciones de este insecto debido al aumento de viajeros y mercancías. Sin embargo, hay evidencias de anteriores ciclos de aumento de las poblaciones de este insecto en el Reino Unido. En el periodo entre 1985–1986, la Institución de Salud Medioambiental informó de 7.771 infestaciones en Inglaterra y Gales, y 6.179 infestaciones entre 1986 y 1987. También hubo informes de infestaciones en Belfast y en Escocia.
Desde 1999, se ha informado de focos en el Reino Unido, Alemania, Noruega, Australia, Canadá, India, Israel y en los Estados Unidos. Además se ha notificado la llegada y establecimiento de esta especie en el cono sur de Sudamérica. Dos estudios distintos en la Toscana, de Italia muestra una correlación entre el aumento de los viajes internacionales y el aumento de los ataques de estas chinches. En el primer caso, en verano de 2003 un niño de siete años desarrolló un gran número de pápulas que le causaban gran prurito en la parte inferior de las piernas. Sus padres sospecharon de la presencia de insectos en la habitación del niño, y encontraron varios en los pliegues de su colchón. Dos especímenes se identificaron como C. lectularius y la habitación fue tratada con un insecticida. La casa nunca antes había estado infectada por chinches. Sin embargo, un mes antes dos amigos de la familia habían viajado desde Nepal para estar diez días con la familia. En el segundo caso, un hombre de cuarenta y ocho años viajó en 2003 en coche desde Praga a Pisa y estuvo en una casa alquilada con tres amigos. Después de varios días, el hombre notó algunas erupciones con forma de tres líneas en sus extremidades inferiores y superiores. El hombre encontró varios insectos en su habitación que fueron identificados como C. lectularius. La casa de alquiler fue desinfectada y no ha vuelto a tener chinches. Sin embargo, un grupo de alemanes había alquilado la casa unas pocas semanas antes de que el grupo de checos llegase.
En España también fue el turismo la causa de la reaparición de las chinches. Resurgieron en el 2004 en los albergues de la ruta del Camino de Santiago, que acoge a peregrinos de todas las partes del mundo; al cabo del tiempo, se detectó un segundo foco de infestación en los hoteles de la Costa del sol. A partir de entonces se extienden rápidamente por todo el territorio nacional.[cita requerida]
C. lectularius había sido casi erradicada debido al amplio uso que se hizo de potentes insecticidas como el DDT. Sin embargo, muchos de esos insecticidas han sido prohibidos en Estados Unidos, la Unión Europea y otros países, y han sido reemplazados con insecticidas algo menos tóxicos tal como las piretrinas.  Muchas chinches se han hecho resistentes a estos insecticidas.[cita requerida]  En un estudio de la Universidad de Kentucky se recogieron chinches de las camas de muchas partes de Estados Unidos. Estas chinches "salvajes" eran resistentes a dosis miles de veces más elevadas que las chinches que se tenían en el laboratorio. En la ciudad de Nueva York se ha comprobado que las chinches de esa ciudad son 264 veces más resistentes a la deltametrina que las de Florida debido a una mutación de las células nerviosas. Otro problema es que los insecticidas de amplio espectro que se usaban contra cucarachas y hormigas y que tenían un efecto colateral contra las chinches ya no se usan. Recientemente, se ha cambiado el uso de insecticidas por el de cebos y trampas contra las cucarachas, por lo que las chinches escapan del antiguo efecto de los insecticidas.
El número de infestaciones por C. lectularius ha aumentado significativamente desde principios del siglo XXI. La Asociación Nacional de Control de Plagas de Estados Unidos confirma un aumento del 71% en los casos de chinches entre 2000 y 2005. La compañía de control de plagas The Steritech Group de Charlotte, Carolina del Norte, confirma que el 25% de los 700 hoteles que ella comprobó entre 2002 y 2006 necesitaron tratamientos contra chinches. En 2003, un hermano y una hermana que se alojaron en el Motel 6 de Chicago fueron recompensados con 372.000 dólares americanos por los daños que sufrieron por chinches durante su estancia. estos son solo unos pocos de los casos comprobados desde el comienzo del siglo XXI.
El resurgimiento de estas infestaciones hizo que el organismo oficial de Estados Unidos United States Environmental Protection Agency mantuviese un congreso nacional sobre C. lectularius entre el 14 y 15 de abril de 2009.
En España, ANECPLA (Asociación Nacional de Empresas de Control de Plagas) informa que durante el año 2014 los clientes que más han demandado los servicios de eliminación de chinches han sido casas particulares (35%), hoteles, hostales y pensiones (30%), albergues (10%), hostelería (5%), y en menor medida las residencias de ancianos, transporte público, colegios, guarderías, universidades y centros de ocio.

## Infestación
Existen varios medios por los que una vivienda puede resultar infestada con C. lectularius. Las personas pueden ser infestados en hoteles, moteles u otro tipo de alojamientos, y llevarlos a sus casa entre su equipaje. También pueden introducir chinches en sus viviendas llevando muebles o ropa usada infestadas a sus casas. Si alguien se encuentra en un lugar con una elevada infestación, las chinches se le pueden subir a la ropa y ser transportadas en ella, aunque esto es un comportamiento raro y que solo se da en los casos más extremos de infestación. También pueden producirse infestaciones en bloques de viviendas, en el que se hayan introducido chinches en una vivienda que sirve de foco de infestación al resto del edificio. Las chinches de las camas, también pueden ser transmitidas por medio de animales, incluyendo los pájaros silvestres y las mascotas.
Esta propagación entre distintos lugares depende en parte del nivel de infestación, del material utilizado y de si el material es arrastrado a través de áreas comunes y mientras las chinches se desprenden, con lo que se produce una especie de siembra de adultos y huevos por donde va pasando los objetos a trasladar.
El tamaño de las poblaciones en las infestaciones de chinches es variable, suele estar función del tiempo pasado desde la infestación inicial. Una sola hembra tiene un gran potencial de reproducción y su población aumentar de manera geométrica si tiene alimento y no se controla. Algunas veces las personas no se dan cuenta de que han sido picados. Las chinches pueden estar en cualquier sitio de la casa, pero tienden a estar cerca de sus víctimas, de ahí el nombre de chinche de las camas.

### Localización

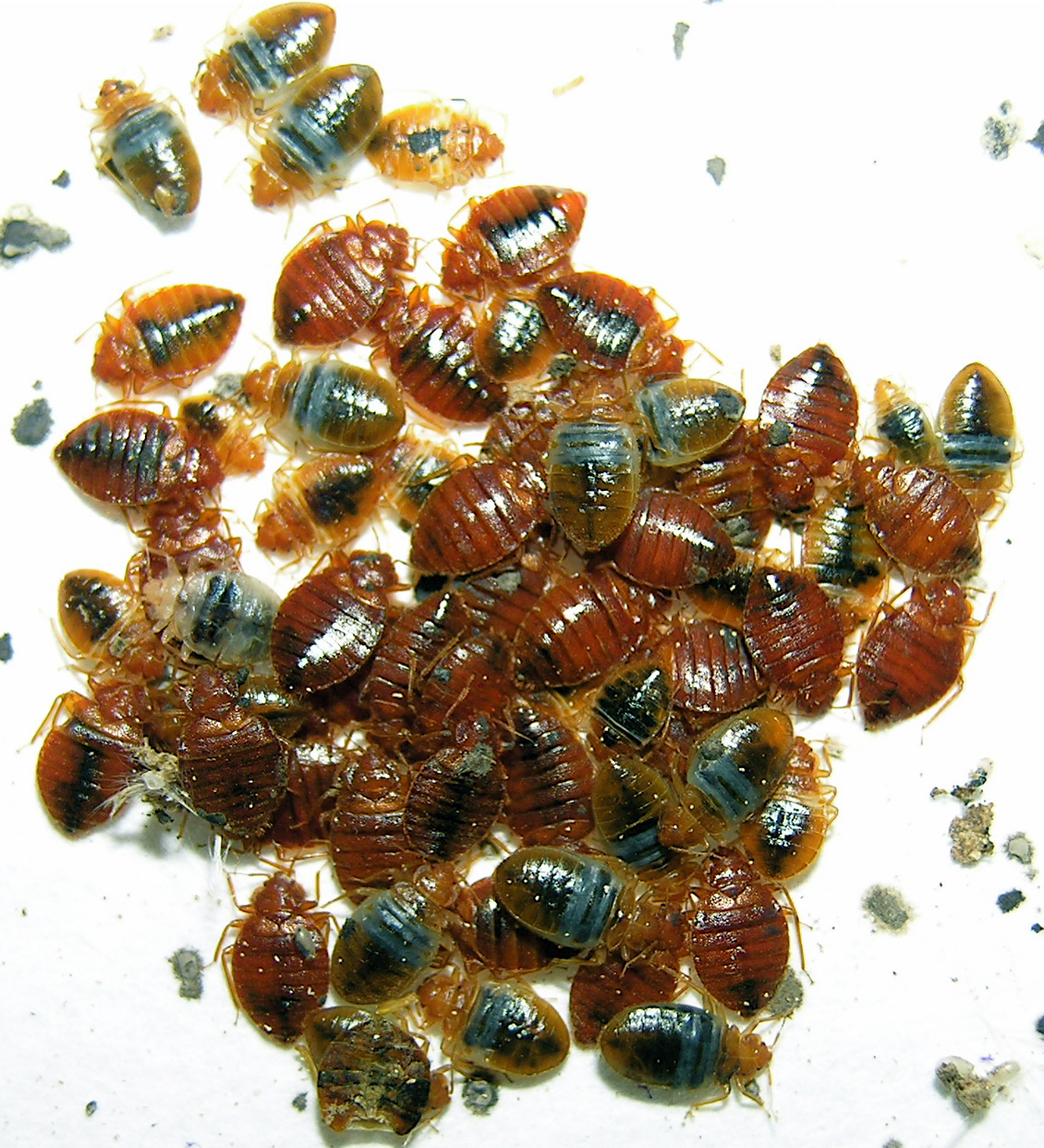
Chinches de las camas alimentadas con sangre.

Estas chinches se desplazan con facilidad a través de tubos y juntas, y sus cuerpos son muy planos, lo que les permite esconderse en diminutas grietas. Durante el día tienden a estar apartadas de la luz, prefiriendo estar escondidas en lugares como colchones, en su interior o exterior, somieres, muebles próximos, alfombras, zócalos, paredes interiores, agujeros diminutos en la madera etc. Las chinches pueden encontrarse solas pero a menudo se agrupan. Las chinches de las camas son capaces de desplazarse más de 30 metros para alimentarse, pero suelen permanecer cerca del lugar donde duerme la víctima.

### Detección

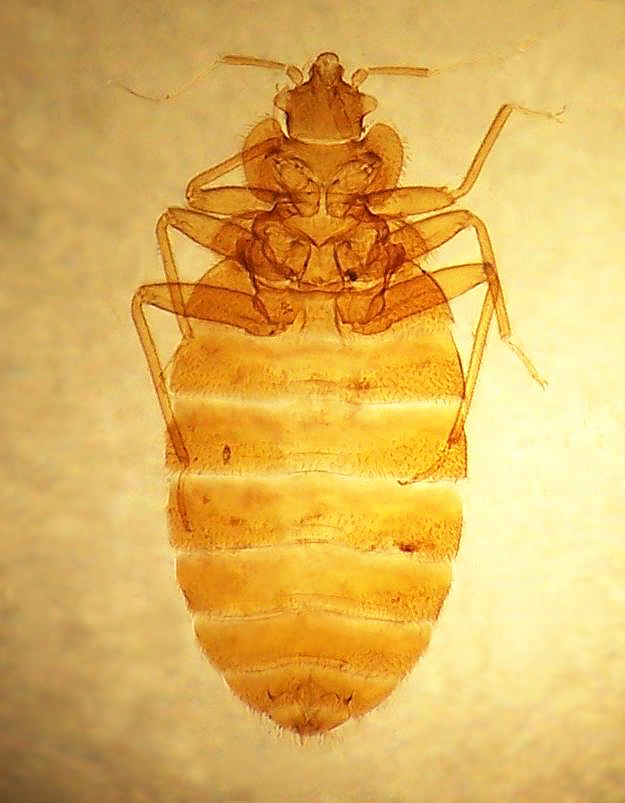
Transparecia de Cimex lectularius.

C. lectularius es elusiva, rápida y nocturna, lo cual hace difícil su detección. Aunque se puede contactar con una empresa especializada para determinar si una casa está infestada de chinches, existen métodos para que una persona pueda determinar por sí misma si tiene infestación en su casa.
La presencia de chinches de las camas puede ser confirmada por la identificación de insectos capturados o por la disposición de las picaduras en la piel. Aunque se pueden dar picotazos solitarios, a menudo estos siguen una disposición lineal siguiendo las venas que transportan la sangre por debajo de la piel.
Los exudados fruto de las mudas así como los organismos vivos tienen un olor característico que en caso de infestaciones importantes pueden ocasionar un "olor a chinches" que las personas que han estado en contacto con plagas anteriores del insecto pueden reconocer. Por eso mismo existe también la posibilidad de adiestrar a cánidos para la detección de las chinches.
Producen este olor a partir de unas glándulas situadas en la parte dorsal del abdomen en las ninfas, y en las chinches adultas lo producen en las glándulas del último segmento del tórax. Este olor está relacionado con dos funciones básicas de su comportamiento: como función defensiva y para generar feromonas de agregación.

### Control y eliminación

#### Pesticidas
Con el amplio uso que se hizo del DDT en Estados Unidos y en Europa en las décadas de 1940 y 1950, las chinches de las camas casi desaparecieron por completo a mediados del siglo XX. Las infestaciones se mantuvieron en otras partes del mundo y en los últimos años se han vuelto a reintroducir en Estados Unidos y Europa. La reaparición de las chinches supone un desafío para las empresas especializadas, debido a que han desarrollado resistencia a diversos insecticidas, incluidos el DDT y otros organofosforados.
Otro de los motivos que han ayudado a su reintroducción es que la mayoría de empresas de control de insectos ahora utilizan pesticidas en trampas para el control de cucarachas y hormigas, los principales insectos controlados en las casas, en vez de insecticidas residuales. Los antiguos insecticidas residuales tenían un efecto colateral contra las chinches, pero estas no son atraídas por los cebos contra otros insectos.

#### Aislamiento de la fuente de alimentación
Debido a la dificultad de eliminar las chinches de las habitaciones o viviendas, lo que se puede hacer es impedir el acceso de las chinches a su fuente de alimentación, las personas. Las chinches no pueden atravesar la vaselina y tienen dificultades para trepar por el metal o cristal, por lo tanto se puede aislar la cama introduciendo cada una de sus patas en un pequeño recipiente con una fina capa de vaselina o un poco de agua, de modo que las chinches no puedan trepar a la cama. Aunque las chinches de las camas no pueden volar o saltar, se les ha visto trepando a una zona superior para desde ella luego dejarse caer a una inferior, como pudiera ser trepar a una pared o incluso un techo para luego dejarse caer a una cama.

#### Tratamientos domésticos
Se puede utilizar alcohol contra las chinches que se puedan detectar. También da buen resultado el uso de limpiadores domésticos a base de vapor de agua (vaporeta). Se puede limpiar con ellos las camas, somieres, muebles etc que se sospechen infestados, el vapor penetra por las grietas y su elevada temperatura elimina adultos y huevos de chinches.
Se ha mostrado efectivo el limpiar la ropa de cama en seco a 50 °C. Una vez limpia la ropa de cama, no hay que dejar que al ponerla toque el suelo, ya que por ella se podrían subir las chinches. Guardar toda la ropa de cama en ella cuando esta ha sido aislada con los métodos expuestos antes, se ha mostrado como un sistema efectivo.

#### Problemas en la eliminación y remedios
Las chinches de las camas prefieren los humanos como presa, pero pueden parasitar a otros animales de sangre caliente si no hay personas a disposición de las chinches, ello complica los sistemas de lucha. Algunas especies de chinches pueden vivir más de dieciocho meses sin alimentarse. Una coinfestación de ratones puede ser una fuente auxiliar de alimento para las chinches y puede alargar la presencia de ellas en una casa. Por ejemplo, un gato o un invitado en una casa puede sentarse en una cama protegida como antes se ha mencionado, y volver a infestar la cama. Hay que tener en cuenta estas cuestiones a la hora de diseñar una barrera de aislamiento de camas.
La cadena de televisión BBC1 emitió un programa titulado "The One Show" sobre el aumento de las infestaciones por chinches en Londres. En el programa, aseguraba que el simple uso de un insecticida ya no es un método efectivo de control de chinches de las camas ya que han desarrollado resistencias a la mayoría de los insecticidas que se pueden utilizar legalmente en viviendas en el Reino Unido. Aseguraba que el uso de insecticidas junto con la congelación de las chinches es el único sistema efectivo de control. Todas las ropas, elementos de tapicería (incluidas las cortinas) en la vivienda infestada deben ser congeladas a baja temperatura al menos durante tres días en un arcón congelador para asegurar la completa erradicación. No se mencionó la temperatura exacta a la que se debían congelar.

#### Métodos de control novedosos
En algunos casos excepcionales la detección de los escondites de las chinches puede realizarse con perros entrenados en encontrar estos insectos mediante el olfato. Un perro entrenado puede detectar y señalar un escondite de chinches en minutos. Este es un servicio que se ha empezado a utilizar recientemente y que está teniendo mucho éxito.
Cada vez hay más informes que destacan el éxito en el control de chinches de las camas con el uso de tierra de diatomeas como una barrera contra chinches contra la cual no pueden desarrollar resistencias y que no presenta ningún tipo de toxicidad (aunque sí implica riesgos de abrasión por manipulación o respiración, pudiendo llegarse a una silicosis) ni problema medioambiental. La tierra de diatomeas produce la abrasión de la cutícula del exoesqueleto del insecto causándole la muerte por deshidratación. Las chinches de las camas expuestas a la tierra de diatomeas normalmente mueren en unos dos días.

#### Precauciones en los viajes
Dado que la mayoría de las chinches son transportadas por los viajeros a través del contacto en camas y habitaciones de hoteles y otro tipo de alojamiento infestados, se deben tomar ciertas precauciones que ayudarán a su control:[cita requerida]

1. Examinar los posibles escondrijos de las chinches, tal como bordes de las alfombras, costuras de los colchones, fundas de almohadas, somieres, cabezal de la cama y otras pequeñas grietas en las cuales las chinches se puedan esconder.
2. Controlar específicamente la presencia en las costuras y pliegues de los colchones de excrementos, huevos, manchas de sangre o incluso adultos de chinches.
3. Tener cerca una linterna, si no se tiene un interruptor de luz cerca, mientras se duerme de modo que se pueda observar inmediatamente actividad sospechosa durante la noche sin dar tiempo a las chinches a esconderse.
4. No dejar la ropa en el suelo o en la cama cuando se sospeche de estar en un sitio infestado, y en su lugar, usar perchas o ganchos capaces de mantener la ropa lejos del suelo o la cama. Las compras que se hagan también mantenerlas así.
5. Cerrar todo el equipaje (maletas, bolsos etc.) cuando no se utilicen. De este modo, durante la noche aunque las chinches pudiesen subirse al equipaje  no podrán entrar en él.
6. No tener el equipaje en el suelo, mesas o sillas si es posible ya que pueden ser lugares donde se escondan las chinches.

#### Limpieza en las viviendas
La limpieza de las casas tiene un efecto positivo sobre el control de chinches de las camas, pero al contrario que con las cucarachas, no tiene un efecto directo, ya que las chinches se alimentan de la sangre de sus víctimas y no de los restos de comida que pudiesen quedar como hacen las cucarachas. La limpieza junto con unas buenas medidas preventivas y la eliminación mecánica de chinches ayudan en su control.

#### Control biológico
La araña Thanatus flavidus se ha comprobado que es una depredadora de chinches de las camas. 

#### Trampas y técnicas de captura
Una técnica para capturar chinches es tener una luz o linterna cerca de la cama, de modo que se pueda encender rápidamente aproximadamente una hora antes del amanecer que es cuando las chinches desarrollan mayor actividad. Si el interruptor de la luz está lejos de la cama y hace necesario levantarse, es preferible la linterna, para no alertar a las chinches y no darles tiempo a que se escondan antes de capturarlas. Si se mantiene despierto, apague la luz y tenga preparada la linterna cerca e inspeccione con ella su colchón. Las chinches de las camas no son lentas en sus desplazamiento, aproximadamente se mueven a la velocidad de las hormigas. Si están más gordas porque se acaban de alimentar de sangre, se moverán más lentamente.
Se pueden usar trampas pegajosas en algunas zonas alrededor de la casa o cama a proteger, pueden usarse junto con algún atrayente como puede ser alguna fuente de calor como mantas térmicas o similares y globos hinchados con la boca, de modo que sean una fuente de dióxido de carbono que atrae a las chinches, puede ser utilizado este método para atrapar y así detectar a las chinches. Hay diferentes opiniones sobre la efectividad de este método. También existen trampas comerciales como las trampas para pulgas cuya efectividad también es cuestionable excepto para usarlas como medio de detección. Quizás el método más fácil de atrapar chinches sea poner largos trozos de tira adhesiva de doble cara alrededor o cerca de la cama a proteger y comprobar las tiras después de un día o más.
Un método que está dando buenos resultados para acabar en pocas semanas con todas las chinches del hogar sin esfuerzo, es el empleo del método conocido con el nombre de The Spanish Bed Bug Trap, consistente en adherir una capa de vinilo autoadhesivo sobre la superficie de la cama o sofá donde se duerme o se permanece en reposo habitualmente. Las chinches, estén donde estén, ya sea en grietas y hendiduras de la construcción o del mobiliario o incluso entre los pliegues de la ropa de cama o del colchón, se orientan atraídas por la respiración, la temperatura y el olor de la persona que está durmiendo y rodean la capa de adhesivo hasta encontrar oquedades entre la superficie y el vinilo, el cual, aunque haya sido adherido perfectamente sobre dicha superficie, siempre se levanta parcialmente por algunas zonas al estar la persona encima debido a la elasticidad propia del colchón. Al intentar llegar hasta la persona por debajo del vinilo las chinches acaban enganchadas por su parte dorsal, que en estos insectos es completamente plana antes de la ingesta. La superficie de contacto con el adhesivo es tan grande que las chinches enganchadas no pueden desprenderse ni escapar, muriendo así atrapadas, muchas veces aplastadas además por los movimientos de la persona.

## Investigaciones actuales
El Centro de Entomología y Estructura Urbanas de la Universidad de Texas A&M y el departamento de Entomología de la Universidad de Arkansas de Estados Unidos han colaborado en estudios genéticos de las chinches de las camas con el objetivo de investigar la reciente reaparición de estos insectos. Estudiando la variación genética de las chinches, los investigadores pueden entender la aparición de resistencias y la dispersión de estos insectos. Los investigadores tienen dos teorías de cómo ha ocurrido este resurgimiento de las chinches en los Estados Unidos de América. La primera teoría es que las chinches provienen de países donde no se usan pesticidas para combatirlos y que han sido introducidas por los viajeros que ingresan en avión a los Estados Unidos. Otra teoría es que las chinches que sobrevivieron a los tratamientos con insecticidas se vieron forzadas a cambiar de huéspedes, preferencialmente hacia las aves como los pollos, y murciélagos.
En un estudio reciente los investigadores tomaron 136 chinches de 22 sitios distintos, de nueve estados de Estados Unidos, de Australia y de Canadá, para su análisis genético. Sus investigaciones concluyen en que las poblaciones de chinches de Estados Unidos no llegaron a erradicarse nunca al no haber evidencias de un cuello de botella genético ni en el ADN mitocondrial ni en el ADN nuclear de las chinches analizadas. Los investigadores creen que las poblaciones resistentes de chinches se han propagado lentamente hacia las instalaciones de cría de pollos, y han vuelto a los humanos a través de los trabajadores de estas instalaciones.
Otra investigación se lleva a cabo por la Universidad de Texas y el Instituto Politécnico y Universidad Estatal de Virginia con el fin de estudiar el uso de las chinches en la ciencia forense. Los investigadores han tenido éxito en el aislamiento y caracterización de ADN humano tomado de la sangre de la que las chinches se han alimentado y que contienen en su interior. Una ventaja que las chinches tienen sobre otros insectos que se alimentan de sangre y que son usados en la ciencia forense es que no se quedan sobre el huésped sino en las proximidades de la escena de un crimen. De este modo las chinches pueden proporcionar información crucial que involucre a un sospechoso con la escena del crimen. Los investigadores pueden determinar de qué persona se han alimentado las chinches, y continúan investigando para determinar la duración del ADN humano viable en el interior del insecto.

## Otras lecturas
- Larry Pinto, Richard Cooper, Sandy Kraft. Bed Bug Handbook: The Complete Guide to Bed Bugs and Their Control. Mechanicsville, Maryland: Pinto & Associates, December 2007. ISBN 978-0-9788878-1-0
- Forsyth, Adrian. Die Sexualität in der Natur. Vom Egoismus der Gene und ihren unfeinen Strategien. Múnich: Deutscher Taschenbuch Verlag, 1991. ISBN 3-423-11331-6.
- Forsyth, Adrian.  A Natural History of Sex: The Ecology and Evolution of Mating Behavior. Richmond Hill, Ontario: Firefly Books, 2001. ISBN 1-55209-481-2.
- Goddard, Jerome A.  The Physician’s Guide to Arthropods of Medical Importance (second edition). Boca Ratón, Florida: CRC Press, 1993. ISBN 0-8493-5160-X.
- MacQuitty, Miranda, and Lawrence Mound. Megabugs: The Natural History Museum Book of Insects. New York: Random House Children's Books, 1995. ISBN 1-898304-37-8, ISBN 1-85868-045-X.
- Quammen, David. The Flight of the Iguana: A Sidelong View of Science and Nature. New York: Delacorte Press, 1988. ISBN 0-385-29592-8, ISBN 0-385-26327-9, ISBN 0-684-83626-2. Provides detail about Xylocaris maculipennis.
- Martin Leverkus, Ryan C. Jochim, Susanne Schad et al. Bullous allergic hypersensitivity to bed bug bites mediated by IgE against salivary nitrophorin. J. Invest. Dermatol. (2006) 126, 91–96.

### Información de fuentes especializadas
Universidades o colegios universitarios
- Manejo de chinches de las camas, incluye fotos, control del servicio de Extensión de la Universidad de Nebraska-Lincoln en el condado de Lancaster
- Cazadores enmascarados Servicio de Extensión de la Universidad de Minnesot campo y jardín (enemigos naturales de la chinche de las camas)
- Hoja informativa sobre chinches de la Universidad de Kentucky Archivado el 21 de diciembre de 2005 en Wayback Machine.
- Universidad de Sídney y Departamento de Entomología Médica del Hospital Westmead - Página web sobre chinches Archivado el 28 de junio de 2009 en Wayback Machine.
- Sobre chinches de la Universidad de Florida. Página web de criaturas destacadas

### Nuevos datos
- Business Week "The Cost of Bed Bugs" 8 November 2007, 6:16PM EST
- San Francisco Chronicle, 8 April 2007: "Bedbugs Bounce Back: Outbreaks inall 50 states"
- Fox News, 15 de enero de 2007: "Lawyer Sues London Hotel, Claims Bedbugs Attacked Him, Wife"
- Pest Control Magazine, 1 de enero de 2007: "Are Bed Bug Dogs Up to Snuff?"
- New York Times, 15 October 2006: "Everything You Need to Know About Bedbugs But Were Afraid to Ask"
- New York Post. 26 September 2006: "What's Eating Ralph Lauren?"
- New York Times, 19 September 2006: "Another Reason the City Never Sleeps: More Bedbugs."
- New York Times, 27 November 2005: "Just Try to Sleep Tight. The Bedbugs Are Back."
- New Yorker, 4 April 2005: "Night Visitors"
- New York Times, 2 November 2003: "Sleep Tight, and Don't Let... Oh Just Forget About It"
- Dermatology Online Journal, Vol. 5, No. 1, May 1999: Cimex lectularius, Arthur C. Huntley, M.D.
- San Diego Union Tribune, 17 December 2007: Tribal justice not always fair, critics contend (Chinches en casinos)

- Datos: Q940337
- Multimedia: Cimex lectularius / Q940337
- Especies: Cimex lectularius